# Stunksitzung

Logo der Stunksitzung

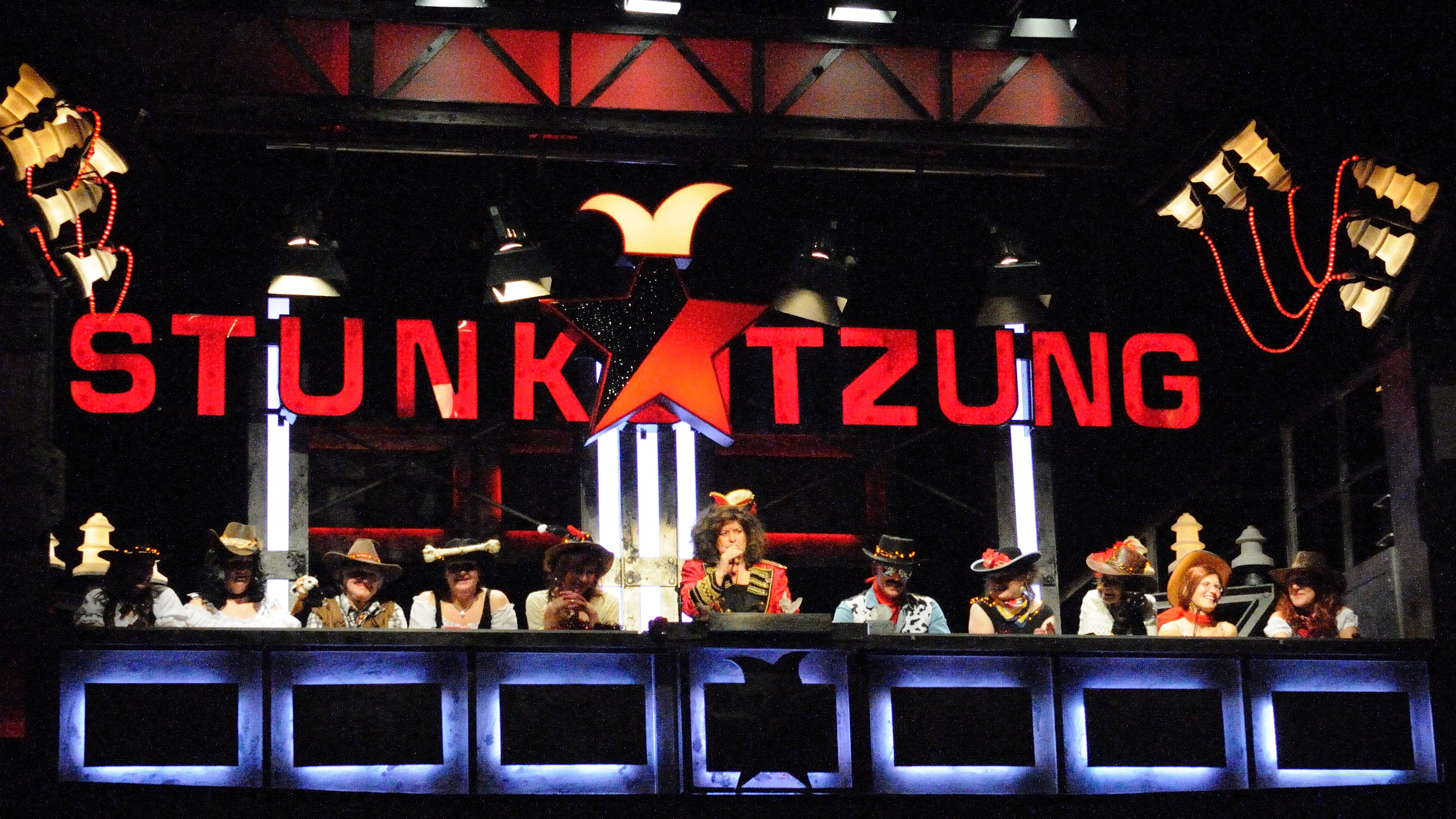
Sitzungspräsidentin Präsidentin Biggi Wanninger und der Elferrat

Die Stunksitzung ist eine alternative kabarettistische Sitzung im Kölner Karneval. Die Bezeichnung spielt auf die „Prunksitzungen“ des organisierten Sitzungskarnevals an, von denen sich die Stunksitzung bewusst abgrenzt. Der Ausdruck Stunk ist eine Abwandlung von Gestank und steht für Provokation und angezettelten Streit. In der Karnevalssession 2010/2011 fanden 50 Sitzungen mit rund 55.000 Jecken statt.
Träger der Stunksitzung ist die Tuschfactory GmbH, die im Geschäftsjahr 2014/15 einen Jahresüberschuss von rund 230.000 Euro erzielte. Geschäftsführer sind die Schauspielerin Biggi Wanninger und der Musiker Georg Kunz.

## Programm
Die Themen der politischen Nummern reichen von der Weltpolitik über die deutsche Politszene bis zu Kölner Lokalthemen. Artistische Nummern und die Verballhornung bekannter Filme, klassischer Musik und Lieder – oft im kölschen Dialekt – ergänzen das Programm. Beliebte Ziele des Spotts sind unter anderem Politiker, die Bundeswehr, die katholische Kirche und früher insbesondere Kardinal Meisner, die Düsseldorfer Rivalität, der lokale Fußballverein 1. FC Köln sowie die Bergheimer (Provinzspott) und die traditionellen Karnevalsgesellschaften, insbesondere das Kölner Dreigestirn und die Roten Funken.

## Geschichte und Mitwirkende

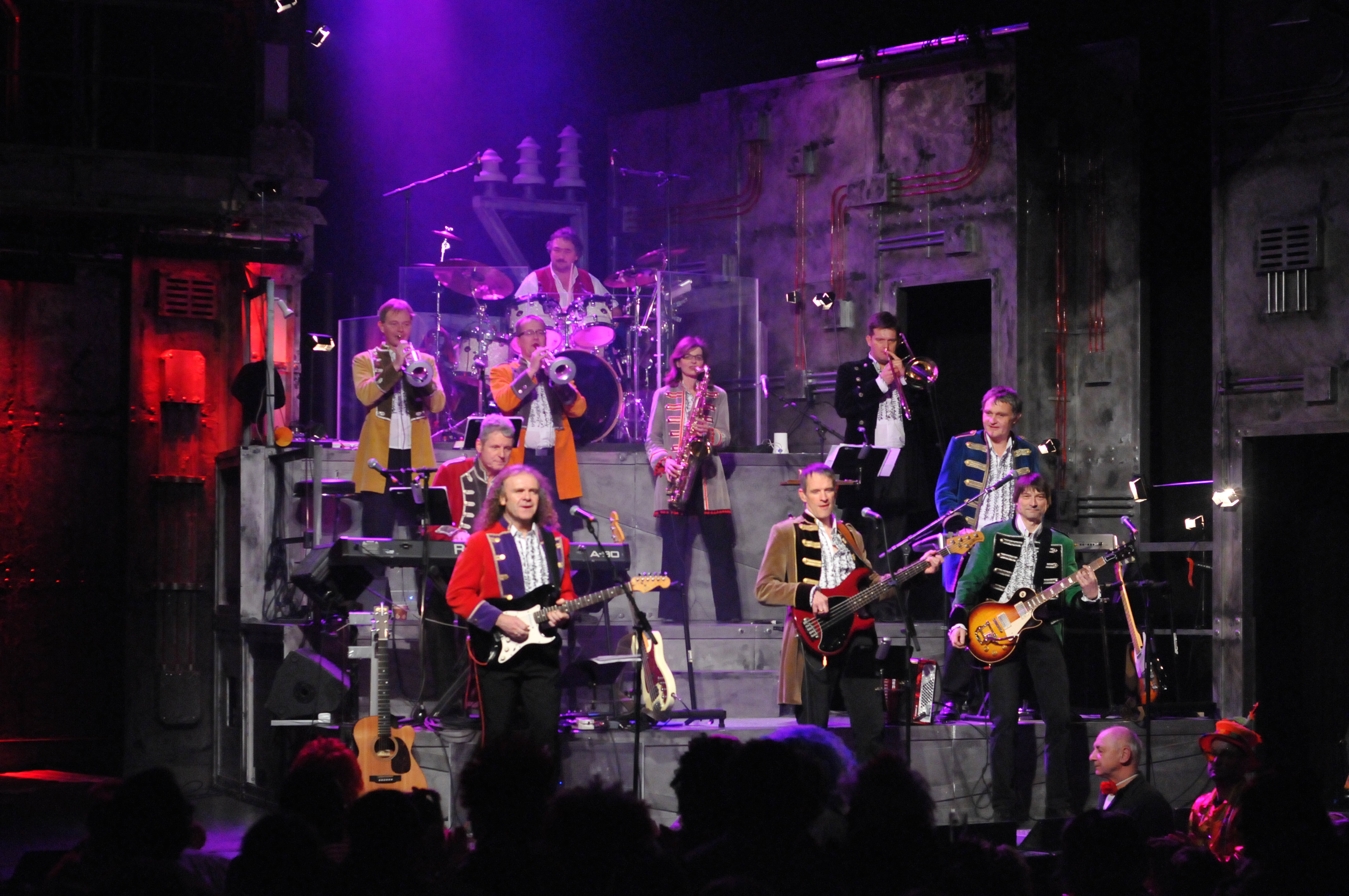
Die Hausband Köbes Underground (2011)

1983 gegründet von einem Kölner Studenten-Kollektiv der Fachhochschule Köln, hervorgegangen aus dem Kölner Spielecircus, fand die erste Stunksitzung am 26. Februar 1984 in der Alten Mensa der Universität Köln statt. Mitbegründer ist der Kabarettist Jürgen Becker, der bis zu seinem Ausscheiden 1995 als „Irokesen-Heinz“ die Rolle des Sitzungspräsidenten innehatte. Danach übernahm Reiner Rübhausen das Amt. Seit 1999 ist Biggi Wanninger die Präsidentin der Sitzung. Seit der Karnevalssession 1991 finden die Stunksitzungen im E-Werk in Köln-Mülheim statt.
Von den derzeitigen Darstellern auf der Bühne sind viele bereits seit Beginn der Stunksitzung 1984 dabei: Martina Bajohr, Doris Dietzold, Martina Klinke, Doro Egelhaaf, Didi Jünemann, Günter Ottemeier und Bruno Schmitz. Christian Rzepka gehört seit 1988, Anne Rixmann (1996), Tom Simon (1998) und Ozan Akhan (2000) stießen Ende der 1990er Jahre dazu.
Hausband ist seit 1988 Köbes Underground, nachdem die meisten Bandmitglieder vorher unter anderen Namen wie The Dead Lambsdorffs, Schwester Christa und die Brinkmänner oder Elmar goes to Lüdenscheid in den Stunksitzungen aufgetreten waren.
Seit 1996 sendet das WDR Fernsehen zum Ende des Karnevals in der Nacht zum Aschermittwoch den Sketch Aschermittwoch for one. Hierbei handelt es sich um eine kölsche Variante des Sketches Dinner for One aus der Stunksitzung von 1995. Das Kölnische Stadtmuseum zeigte im April 2010 die Sonderausstellung Karneval instandbesetzt? Politik, Protest, Provokation und Persiflage, eine kritische Hommage zum 25-jährigen Jubiläum der Stunksitzung.
Die Stunksitzung beeinflusste als Konzept mehrere ähnliche alternative Sitzungsformate in NRW, so z. B. die Aachener Strunxsitzung.

## Rechtliche Schritte gegen die Stunksitzung
In der Stunksitzung 2006 wurden Papst Benedikt XVI. und der damalige Kölner Kardinal Joachim Meisner als Schwule Ratze und Meise im Bett dargestellt. Die Strafanzeige einer Privatperson wegen Beschimpfung von Bekenntnissen, Religionsgesellschaften und Weltanschauungsvereinigungen löste ein staatsanwaltschaftliches Ermittlungsverfahren aus, das jedoch im März 2006 eingestellt wurde.
Bereits 1993 hatte es eine Anzeige gegeben, weil in einer Stunksitzung ein Kruzifix mit der Aufschrift „Tünnes“ gezeigt wurde. Die darauf erfolgte Beschlagnahme dieser Requisite erwies sich im Nachhinein als nicht haltbar: Ebenso wie der Sketch Ratze und Meise war auch diese Aktion nach Auffassung des Gerichts durch die Kunstfreiheit gedeckt.

## Fernsehübertragung
Die Fernsehübertragung erfolgt seit 1998 vom Westdeutschen Rundfunk in unterschiedlichen Sendungen:
- Stunksitzung
- Die lange Stunksitzung
- Die etwas andere Stunksitzung (2021)
- Die ausgefallenste Stunksitzung (2022)

Der WDR übte mehrfach Selbstzensur, indem er bei Fernsehübertragungen der Stunksitzung bestimmte Inhalte nicht gesendet hat:
- 1992 bezeichnete der Kabarettist Jürgen Becker den Kölner Kardinal Meisner in einer Rede als „Arschloch“. Bei der Ausstrahlung der Aufzeichnung wurde das Wort elektronisch übertönt.

- 2006 wurde der Sketch Ratze und Meise aus der Aufzeichnung herausgeschnitten.

- 2011 wurde der Auftritt von Bruno Schmitz als Bischof Walter Mixa in der Zusammenfassung der Sitzung nicht gesendet, nachdem es im Vorfeld Kritik an dem Sketch gegeben hatte.[5] In der Langfassung der Stunksitzung zeigt der WDR nur eine geschnittene Version des Sketches.